# 고려시보
고려시보(高麗時報)는 1933년 4월 15일 경기도 개성에서 발간된 지방신문으로 일제에 의해 강제폐간된 1941년 4월 16일까지 거의 매월 2회 발간되었다. 당시에 유명했던 중앙일간지에 버금가는, 개성과 그 근교일대는 물론 황해도 등까지도 널리 보급되었던 신문이다. 해방이 되자 즉시 속간하여 6.25 전쟁 전까지 개성에서 계속 발간되었다.

## 창립 멤버
고려시보는 1933년에 10명의 동인(同人)이 모여 동인제(同人制)로 발행을 시작했다. 10명의 동인은 거화(炬火) 공진항(孔鎭恒), 청농(靑儂) 김학형(金鶴炯), 범사초(凡斯超) 김재은(金在殷), 포영(抱永) 고한승(高漢承), 하성(霞城) 이선근(李瑄根), 송은(松隱) 김영의(金永義), 일봉(一峯) 박일봉(朴一奉), 김구(金龜) 김병하(金秉河), 마공(馬公) 마태영(馬泰榮), 춘파(春波) 박재청(朴在淸)이었다. 
고려시보는 2년후인 1935년 6월에 주식회사로 진일보하였다. 이 때의 발기인(發起人) 34명은 김정호(金正浩), 김기영(金基永), 박봉진(朴鳳鎭), 여운형(呂運亨), 황중현(黃中顯), 최인용(崔仁鏞), 우상순(禹相淳), 윤영선(尹永善), 김학형(金鶴炯), 김천호(金天浩), 하규항(河奎杭), 공진항(孔鎭恒), 박영균(朴永均), 박광진(朴廣鎭), 임한조(林漢祖), 김재은(金在殷), 고한승(高漢承), 최선익(崔善益), 장희순(張熙淳), 이윤수(李允秀), 박상우(朴尚愚), 홍이표(洪利杓), 이선근(李瑄根), 이세환(李世煥), 김병하(金秉河), 이근태(李根泰), 진호섭(秦豪燮), 김진원(金鎭元), 마태영(馬泰榮), 박상유(朴尚裕), 김희정(金喜正), 박상순(朴尚舜), 김동표(金東杓), 그리고 박재청(朴在淸)이었다(자세한 내용은 박광현의 자서전 《고리고개에서 추리골까지》의 210쪽 참조).

## 현존하는 발행본
현존하는 고려시보 원본은 (주)만몽산업과 개성양조장의 김용남(金龍南)중역이 6.25 전쟁 이후 서울 근교의 인삼포에 갔을 때 우연히 구입한 것이다. 김용남은 개성출신 인부의 집에서 아궁이의 불쏘시개로 고려시보 신문철을 뜯어 태우는 것을 보고서 후하게 사례하여 입수하였는데, 창간호의 앞부분은 이미 소실된 상태였다. 후에 김용남은 미국으로 이민을 가면서 이 원본을 (주)고려인삼흥업 유영준(劉永駿)사장에게 넘겨주었고, 유영준은 2000년 경 이를 개성시민회에 기증하였다. 이 원본에는 1941년 폐간되기 전까지 발행되었던 신문만이 포함되어 있다. 해방 이후의 발행분은 아직 발견되지 않았다.
한편 6.25 전쟁 중 16세의 나이로 홀로 월남한 박광현(10명의 동인 및 34명의 발기인 중 한 사람인 박재청(朴在淸)의 넷째 아들)이 1978년에 고려시보에 실린 부친의 글을 발견하였다. 1979년 1월에 박광현은 부친의 글이 실린 쪽들을 발췌하여 《고려시보 발췌(高麗時報 拔萃)》를 출간한 뒤 동향인과 친지에게 비매품으로 배포하였다. 이를 어떤 인쇄소에서 무단으로 복사하여 여러 도서관에 판매하였다.

## 관련 연구
박재청은 고려시보 발행 초기에는 부장으로서, 이후에는 주필로서 활동하였다. 본명인 박재청과 더불어 춘파(春波), 박아지(朴牙枝), 봄물결과 같은 필명으로 고려시보에 한시, 시조, 현대시, 기행문을 포함한 수필, 소설, 논설문 등을 기고하였다. 박재청 작품은 2010년 책으로 정리하여 서정시학에서 《춘파 박재청 문학전집》으로 출간하였다. 최근에는 1920년대 말에 활동했던 농민시인이자 카프(KAPF, 조선프롤레타리아 예술가 동맹)회원이었던 박아지가 춘파 박재청이라는 연구가 진행되고 있다(강영미 저 《고려시보와 박아지》, 상허학보 23집 225쪽 및 《박아지 시의 실증적 연구》, 한국시학연구 24호 7쪽 참조). 북한 문학사의 기록에 따르면 박아지는 함경북도 명천 출신의 박일(朴一)로서 해방 이후 월북한 작가이다. 
개성시민회에서 보관하고 있는 고려시보 원본을 복사해 만든 《고려시보 전체 영인본》과 박광현의 자서전인 《고리고개에서 추리골까지》는 국내 주요 도서관에서 찾아볼 수 있다. 개성시민회는 고려시보 원본을 2018년 3월에 국립중앙도서관에 기증했다.

## 참고 문헌
강영미, "고려시보와 박아지", 상허학보 23집 225쪽, 2008년 6월
강영미, "박이지 시의 실증적 연구", 한국시학연구 24호 7쪽, 2009년 4월
박광현,  "고리고개에서 추리골까지", 세기문화사, 2005년 2월 28일
여태천, 박광현 편저, "춘파 박재청 문학전집", 서정시학, 2010년 8월 20일

## 같이 보기
- 개성부립박물관
- 개경